# 超操縦メカ MG
『超操縦メカ MG（ちょうそうじゅうメカ エムジー）』は、2006年9月2日に任天堂から発売されたニンテンドーDS用のゲームソフト。開発はサンドロット。

## 概要
ゲーム中に登場する100体以上のマリオネーションギア (MG)という巨大ロボットを動かして様々なミッションをクリアしていくアクションゲームであり、70〜80年代のロボットアニメを髣髴とさせる雰囲気を持つ。各MGには50種類以上の個性的なコックピットが設定されており、下画面でそれぞれに対応したタッチアクションを行ってコックピット内の装置を稼働させることで、攻撃などのアクションを行うことが可能。ただし激しい動きを行うと画面右下のオーバーヒートゲージが溜まっていき、満タンになるとオーバーヒートとなりゲージが0になるまで鈍い動きしかできなくなる。
ミッションは敵を倒すものだけでなく、障害物の破壊や運搬、車型MGによるレースなど様々なものが用意されており、それらのミッションをクリアすることによって使用可能なMGが増えたり、MGを強化する為のパーツを得たり（パーツショップで小、中レベルのパーツを購入することも可能）、設計図のAかBを得たり（人形を作る為の全てが記された設計図。人形師が命より大事にする物で、普段は機密保持のため上巻と下巻に分けて保管される）、MGを購入・製作するために必要な資金を得ることができる。
MGは連続して使用すると糸がほつれるなど内部機構が摩耗していき、最終的にはMGを分解してオーバーホールを行う必要が生じ、一定期間使用不能となる。摩耗の早さはMGごとに異なり、MGによっては一回使用しただけでオーバーホール寸前の状態となる場合もある。使っていないMGは常に整備を行っているという設定の為、別のMGを使用してミッションクリアを繰り返すことで、摩耗具合が回復していく。
物語は双六のようなマップ上を移動し各地に点在するミッションを遂行して進める為、何度でも同じミッションをプレイ出来る（ただし、ゲーム開始直後のMGの起動から始まる3つのミッションはマップ上に存在しないため再プレイ不可能）。難易度はミッション毎に選択可能、その難易度はイージー（E）、ノーマル（N）、ハード（H）、スーパーハード（SH）とある。
音楽はグラスホッパー・マニファクチュアが担当。また、このゲームの一部のMGと曲が『大乱闘スマッシュブラザーズX』に登場している。

## ストーリー
人形師たちの技術と努力によって生まれた糸操り人形（マリオネット）、機械仕掛けの巨大人形『マリオネーションギア』。ある日、クロノタウンに住む人形師見習いの主人公は旧式のMG『ゴッドフリートG4』に乗ることを許された。生まれて初めてMGを操縦し仕事をこなす主人公だったが、そこに無人のMG『オートマン』が現れ破壊活動を始める。あれを倒せば人形師としての腕を認められる……。そう考えた主人公と親友のケイはゴッドフリートG4に密かに施された改造を用いて、オートマンとの勝負に出たのであった。

## 歴史
1000年前
レトログラードの歴史が始まる。
数百年前
からくり人形やオートマタの時代。ダンクール家誕生。トゥールビオンの景観はこの頃から変わらない
200年前
ルゴール建設。
80年前
世界初の巨大機械化人形、マリオネット・ステッキマンが製作される。
50年前
初の搭乗型人形、初代ゴッドフリードが製作される。
45年前
ハットマンが製作される。
40年ほど前
ゴッドフリードG4が製作される。ランバートが人形を扱い始める。スプリンガ（博物館のヴィンテージ品）時計技師の手で製作される。
30年前
人形騎士スレイフが製作される。街の名前をアイゼンベルグに改める。
何十年も前
ドラン、重機型人形一筋に。
25年以上前
アクトゥールが製作される。
20年前
エドゥアール館長が人形師を引退。
10年以上前
バネ人形スプリンガ（円工房の改良型）開発される。
10年ほど前
マイマイ人形マノン製作される。
10年前
爆人形ランディス製作される。大砲人形パットン製作される。ベルソン重工がファウストに接触。
8年前
アンマリーが5歳の誕生日にマイマイ人形マノンを買ってもらう。
数年前
輪工房が急成長を始める。爆工房、核撃人形アトラスの開発に失敗し、工房が爆発により消滅。
4年前
人形騎士ジベルが開発される。
1年前
ファウストが人形都市を作り上げる。ガロイ親方が弟子を育て始める。人形武者ガウスが最優秀人形賞を受賞。人形甲虫ヴィーガルが特別賞を受賞。リュー・ガウゼンが第一回バトルトーナメントで優勝。
先月(オープニング起算)
暴走オートマンによって街が一つ壊滅。
〜現在〜
1年後
重・木工房の予約引渡し時期。
2年後
輪工房の予約引渡し時期。
10年後
ゴッドフリードG4に骨董品的価値が出る（ケイ談） 。特工房のスタイルが一般的なものになる（ポー博士談）。

## 登場人物
主人公
正式名称は無く、ゲーム内の初期設定ではDS本体の名前が入力されている。漫画版の名前は「ジン」。
人形使いを目指す13歳の少年で、ケイの幼馴染かつ親友。のんびりした性格で、口数は少ないが、強い意志と大きな才能を秘めている。普段はクロノタウンにある学校に通いながらガロイ工房で見習いとして働いている。ケイと同じく古い人形や歴史に興味はない。
ケイ
人形技師を目指してガロイ工房で働く少年で、主人公とは同い年でもある同じ学校に通う親友同士であり、実の兄弟のような間柄でもある。古い人形や技術に対して偏見を持っており、最新の技術や人形を好んでいる。常に行動を共にしている主人公と共に二人の工房を開く夢を追っていて、今はガロイ工房で修行中である。
本来武器を持たないゴッドフリートG4に武器を搭載させる改造を施すなど、ある程度の腕はある。
ガロイ
ガロイ工房の主で、人形の修理、整備を行う技師。かつて世界中を旅していたらしく、八工房の主人達と親交がある。1年前から弟子（主人公とケイ）を育てるという大役に挑戦中である。
本来ならば数年の予約待ちの状態である最新の人形を、工房の主人達が即座に販売してくれるなど、かなり信頼されている模様（ただし、最新の人形を欲しがる主人公とケイに対し予約待ちを理由に諦めさせようとしたガロイの目論見は失敗に終わった）。
最新の人形が買えることになると工房で貯めた貯金を全て主人公に渡すなど、なんだかんだで甘いところがある。
メリッサ
ガロイの一人娘で、МG運搬用車両である『オメガ・カーゴ』の運転ライセンスを持っている。子供の頃から工房の手伝いをしており、少々男勝りな性格をしている。また、弾工房のネストラや特工房のポー（会う前は変人だという噂を聞いていたため気が乗らなかったが、会ったとたん態度を急変させている）のようなカッコイイ男性に弱いが、暴力的な考え方は苦手で、住人が全員銃を持っているとの噂があるルゴールの街を特に怖がっている。
アンマリー・ダンクール
人形使いの名門ダンクール家のお嬢様で、主人公と同い年。厳しい訓練を受けてきたため人形の扱いに長けているが、性格はかなりわがままである。また、名門の出であるというプライドと弟に対する劣等感で揺れている。古くからの名家という自負があるからか、古いMGを愛用している。主人公に対して何度も勝負を挑んでは負け、途中で心折れてしまい行方不明となるが、中盤で円工房の傑作MG、剣銃士ダルタニアを愛機に戦線復帰する（本人は「人形を取りに戻っただけ」と誤魔化した）。
巫女川エリー
弓工房専属の人形使いで、からくり人形の技を伝える巫女川家の一人娘。13歳。弓工房のある街、アーストンがオートマンの軍勢に襲われた際に主人公に助けられたのをきっかけに主人公に好意を抱くようになる。その後、弓工房が輪工房から自動車変形技術を得た事から自身も変形MG（投刃人形ベルメラン）を使うようになり、マリオネットGPへの参加を目指すようになる。
リュー・ガウゼン
最強の人形使いを決めるバトルトーナメントの第一回優勝者で、自称「炎の人形使い」。14歳。山ごもり等のワイルドな特訓で自身を鍛えており、第二回バトルトーナメント開催時から、輪工房の新型MG、斧人形ギールを最後まで愛用する。
アイン
黄金都市ジャグルールの若き天才で、ジャグルールでは敵無しの強さを誇る。12歳。レース系統の勝負が好きで、レースには速工房製のスピードスターのカスタム機を使用する。輪工房の双棍人形プロトダイガを長く使っていたが、最強のMGに挑戦する為に弾工房の拡散銃士レヴンに乗り換え、主人公に戦いを挑んでくる。
ミオ
主人公のクラスメイトの女の子で、両親が経営する喫茶店「カフェ・アリス」のウェイトレス。明るく朗らかで、学校でも人気がある。カフェ・アリスの集客を上げるため、主人公とケイに無茶なお願いを何度もする。
アニー・ハックスハウゼン
世界一の大富豪、ハックスハウゼン家の一人娘で、主人公とケイのクラスメイト。大金持ち故の異常な金銭感覚と常人には理解できない行動を取る。主人公が人形使いである事を知ってからは、ガロイ工房に運搬系の仕事の依頼をしてくるようになる。なお大金持ち故か、彼女が依頼人となるミッションは報酬の金額が高めに設定されている。
ジャン・ジャック・ダンクール
アンマリーの弟で、自他共に認める史上最強の人形使い。ダンクールの名に誇りを持っており、自分以外の人形使いを見下している。複数の工房が共同開発したガウスの強化型MG、人形武者ガロスを使用する。
ランバート
マリオネーションギアを強化する為のパーツを扱う店を経営する腕の良いパーツ職人。
ガロイとの交渉で自分が所有する古い人形を譲る約束になっていたが、主人公が人形遣いになったばかりの素人と知ると懐疑的になり、譲ってもいいか模擬戦で主人公を試す。結局主人公が勝ったため、約束通り人形を譲った。
フィン・ディー
マリオネーションギア協会の職員で、メリッサの親友。古今東西の情報に精通し、イベントの司会などもやる。また、協会の職員は老人が多く、まだまだ若い自身が頑張らないといけないため、忙しい日々を送っている。
新規のミッションが無くなった場合、マリオネーションギア協会に行って彼女から情報を聞くことで、再び新たなミッションがマップに出現するようになる。
オーギュスト
輪工房の工房主で名家の出身。人形師にしては珍しくビジネス感覚に長け、その腕前で輪工房を世界で最も名を知られる工房へと成長させ、今や実業家としても有名。ガロイとも面識がある。
ドラン
重工房の工房主で、ガロイの昔からの親友でもある何十年も重機型の人形一筋のベテラン人形師。職人肌の頑固だが、根は明るい。製造した人形全てに対して自分で整備を行っており、後進に道を譲る気は一切無い模様。
モクヨウ
木工房の工房主で、優れた腕を持つと言われる変わり者。非常に高度な技術が必要といわれる、生物型人形を得意としており、ガロイとも面識がある。
コフー
円工房の工房主で、何よりも伝統を重んじる頑固な職人。作り出す人形は古臭く見えるが、実は意外なほど高性能である。そのため、円工房の人形は現在でも広く使われている。かつての弟子であったポー博士のことを『科学技術とやらに毒された男』と快く思っていない。
フランバート
爆工房の工房主で、禁断の研究を続けて危険な爆人形を生み出すことに生涯をかけた男。頑固だが、強い意志を持つ。
サイゾウ
忍工房の工房主で、クグツ師を束ねる頭領でもある忍術の達人。自らクグツを操縦することもできる。
カオル
忍びの里に住む少女で、忍工房の職員。将来はクグツ師を目指しており、フクロウ忍者の人形を作るのが夢である。
ネストラ
弾工房の工房主。西部劇が大好きで、銃を持った人形を得意としている。また、あまりに戦闘的な人形を作るとして危険人物呼ばわりされることもあるが、本人は明るく温厚である。
人形師ファウスト
心を持つ人形の製作に全てを賭けた天才人形師で、莫大な財を持つ名家の出身。相続した財産を全て研究につぎ込み、なお足りない資金を様々な方法でかき集めており、それが原因で後に問題を起こして拘束された。その後、オートマンの襲撃によって収容所を脱走する際に重傷を負うが、人形都市によって延命措置を施され、機械の身体となった。
人形都市の暴走に責任を感じているようであり、クリア後に1機のオートマンの制御を奪って主人公の前に現れ、2つ目の人形都市まで案内し、主人公と共闘した。その後はどこかに去っていくが、人形都市の消滅と共に延命装置も停止するため死亡したと思われる。
バルフォー
弓工房の工房主。若いが、その腕は評論家にも高く評価されている。また、伝統を守りつつ、新しい技法も積極的に取り入れており、最近は輪工房から変形機構の技術協力を受けている。
ポー博士
特工房の工房主。元々は円工房の弟子だったが、自らの理想を追求するべく特工房を開いた。独力で全く新しい人形作りを目指すが、その理想を理解する者は少ない。
アンジェリカ
牙工房の工房主で、ファウストに匹敵するとまでいわれる才能の持ち主。人形製作に遊び心がありすぎるせいで、才能を上手く活かせずにいる。
十文字禅岳
十文字流・免許皆伝のサムライで、人形師。殆どの人形に見られる十字型のレバーは、彼の発案によるものである。剣を持った人形作りにかけては右に出るものがない。また、輪工房と親交が深く、輪工房の人形製作に深く関わっている。
ジャワー大佐
軍人。軍用のMGに乗ってオートマンの襲撃から街を守るのが任務。短気な性格の上に思い込みが激しく、すぐカッとなって爆走するため、部下から「瞬間湯沸し器」として恐れられている。
作中でも、主人公がオートマンを迎撃するために出撃しただけでテロリスト呼ばわりし、主人公達に襲い掛かってくる。
エドゥアール館長
MGを展示している博物館の館長。昔は人形師だったが二十年近く前に現役を引退。大学教授を経て博物館の館長となった。古いMGを心から愛し、今は博物館で古いMGに囲まれ、幸せな毎日を送っている。所有している古いMGを何の対価も無く譲渡するなど、気前がいい。
アリサ
8歳の少女。ナイトシェイドが街で暴れた際に両親が負傷し、ランバートが預かる事になった。その後、事件のショックのせいで、MGそのものを恐れるようになるが、主人公達との出会いがきっかけで徐々に克服していく。
ハンターL
MGを主戦力とする傭兵部隊ナイトシェイドの副官で、気性の荒い女性。
ハンターJ
ナイトシェイドの隊長で、幼い頃から戦場を渡り歩いてきた百戦錬磨の兵士。氷のような冷酷さと残忍さを持つ。
ナイトシェイド兵士
ナイトシェイドに所属する兵士。
ミレイ
輪工房のスタッフ。彼女を目立てにやってくる客も多い。
主人公はガロイの交友関係により工房主のオーギュストと直接対面するため、彼女と接する機会は少ない。
市民1・市民2
クロノタウンに住む市民。

## 工房
MGを製造している工房は世界中にいくつもの種類があり、それぞれ製造するMGの分野が分かれている。また、特に優秀とされる八つの工房は『八工房』とよばれている。

### 八工房
輪工房
人形師オーギュストが設立した工房。人形師の聖地アイゼンベルグに存在。車型への変形機構を持ったMG製造のパイオニアであり、オーギュストの経営手腕のおかげもあり大きな成長を遂げている。武具を持つMGの製作を得意としており、槍、メイス、斧、刀剣等がある。また車型の速度が速く、レースに最も向いているMGでもある。八工房のひとつ。
重工房
人形師ドランが設立した工房。人形師の聖地アイゼンベルグに存在。頑丈で人型では打撃武器（素手あり）を得意とし、重機型（ブルドーザーやダンプカーなど）への変形機構を持ったMGを多く製造している。その性能上、運搬業などに利用されることも多い。序盤は輸送能力を重視していたが、オートマンの襲撃を受け次第に戦闘能力を持たせるようになる。八工房のひとつ。
木工房
人形師モクヨウが設立した工房。人形師の聖地アイゼンベルグに存在。昆虫などの構造が複雑な多脚型MGの製造に長けており、機体の安定性も高い。木工房のMGは速く走る、左右に平行移動を行う、のどれかができる。また、木工房製のMGはバトルモードに変形する機能があり、バトルモード時では少しずつヒート率が上がるが戦闘力が格段に上がる（ミサイル、砲弾、エネルギー砲が使えるようになるなど）、速く走ることが出来ても車程ではないため、レースには不向き（ただし、劇中には木工房のMGでレースに参戦しようとしている描写が存在する）。界各地の工房の中でも異彩を放っている。八工房のひとつ。
円工房
人形師コフーが設立した工房。歴史と伝統の街トゥールビオンに存在。科学技術に頼らず、ゼンマイや蒸気機関を利用した伝統的なMGを作っており、古い見た目に反して性能は高い（その代わり操縦が非常に困難な物と極端に単純化された物とがある）。一部車型への変形機能を持つMGがあるが、速度は速くないためレースには不向き。八工房のひとつ。
ちなみに電子機器を使用していないことから、ある特定のミッションにおいて活躍することとなる。
弾工房
人形師ネストラが設立した工房。開拓者の街ルゴールに存在。銃器を使用するMGを製造しており、その種類はリボルバー拳銃、小銃、アサルトライフル、ショットガン、狙撃銃、ガトリング砲など様々。銃は強力で戦闘能力が非常に高いが、装填に時間が掛かる物、熱上昇率が高い物、また試作機として「何でもできる」をコンセプトに大量の機能を詰め込みすぎたためにコックピットの機構が複雑になり扱いが非常に難しい失敗作（後に改良した物が登場し、短期決戦用程度には使えるようになる）などの問題を抱えるMGも多い。車型、電車型への変形機能を持つ物もあるが、電車型はレースには向かない。八工房のひとつ。
忍工房
人形師ゴリュウが設立した工房。現在の工房主はサイゾウ。忍びの里に存在。忍工房製造のMGはクグツと呼ばれる技術を用いており、忍者や侍など独特の形状をしている、蛙などへの変形機能を持ちその状態での攻撃もでき、その上素早い移動も可能だが、カーブできない、長時間連続した運用には向かないなどの問題点がある。八工房のひとつ。
忍工房に所属する人物は、MGの事を「クグツ」、MGを製作する人形師の事を「クグツ師」と呼んでいる。
爆工房
人形師フランバートが設立した工房。爆発物を搭載したMGの製造をしていたが、核撃人形アトロスに搭載した武器の実験中の事故により工房が爆散したという過去を持つ。現在は、万一事故が起こっても誰も巻き添えにしないという理由で、山奥にひっそりと存在している。よく勘違いされるが本来は平和利用のためのNGである。車型への変形機能を有する機体も存在するがあくまでも爆撃用、ミサイル発射台としての用途の運用であり、レースには向かない。また、電車形のMGはスピードはあってもクイック性能が悪い。八工房のひとつ。
闇工房
人形師ファウストが設立した工房。自律型MGであるオートマンを製造していたが、思考が不安定で制御が難しく、いつしか破壊行動を繰り返す危険なMGになったため工房を閉鎖させられた。八工房のひとつ。
闇工房という名の由来は設立された場所がダークフォレストという所だったためであり、工房そのものは特に非合法というわけではなくいたって健全である。

### 八工房以外の工房
弓工房
若き人形師パルフォーが二代目を引き継いでいる工房。設立者は不明。アーストンに存在。弓（短弓と長弓）、弩、何故かブーメランなどを持った遠距離型MGを製造している。壊れにくく、値段が安目なこともあり高い評価を得ており、事故によって消滅した爆工房、閉鎖された闇工房に代わる八工房候補として、その名が挙げられるほど。伝統の技術を継承しつつ新技術も積極的に取り入れており、最近は輪工房から変形機構の技術協力を受けているが、序盤のMGは強度の問題により完全ではなく、変形に回数制限がある。
特工房
人形師ポー博士が、意見の食い違いによって円工房から独立させた工房。科学の都ラトラパントに存在。元々所属していた円工房とは真逆の、科学の力を利用した特異なデザインを持ったMGを製造している。その形状や機能（腕がドリル、ロケットパンチ、自爆機能など）からポー博士の理念を正しく理解する者は少ないがその代わりにコアなファンや熱烈なマニアは多く、時折マニア向けのMGを造ることもあり、同時に玩具も販売しているらしい（作中では会話で言及されるだけで実物は登場しない）。特殊な車両に変形する機能を持ち、その状態のまま攻撃が行えるMGもある（普通の車型でも体当りを行えば攻撃できるMGもあるが、相手も車型で後ろや側方に当てなければこちらもダメージを受ける）。また超電磁人形ゼスターAはゼンマイ人形と攻撃方法が酷似しているなど、かつて所属していた円工房の影響を受けている面も見られる。まだ出来たばかりだが、八工房候補の一つに数えられるほど、その評価は高い。
牙工房
人形師アンジェリカが人形獣王ライフォーンを完成させるために木工房から独立させた工房。深いジャングルの中に人知れず存在し、動物型のMGを製造している。動物型⇔人型、車型⇔動物型への変形機能を持つMGもあり、車型の形態のままで攻撃できるMGもある。牙工房の全ての動物型・車型は速度が遅いもしくは長時間走る事が出来ないため、レースには向かない。まだ出来たばかりだが、八工房候補の一つに数えられるほど、その評価は高い。
あくまでも人形獣王ライフォーンの完成が目的で設立された為、「牙」工房でありながら製作するのはゴリラ型、カメ型など牙を持たない動物がモデルのものも混じっている。
その他の工房
速工房、山工房、夢工房、鉄工房、海工房などがある。これらの工房の存在は、ノンブランドのMGと博物館にあるMGの説明書でのみ確認できる。これらの工房はマップ上に存在しないため行くことはできずMGを直接購入することはできない。ただし速工房以外のMGは設計図（AとB）と制作費を持っていればガロイ工房で作ってもらうことができる。山工房は倒産してしまったが、その他の工房は現存しているかどうかは明言されておらず不明。
速工房は汎用性をほぼ全て取り除き速さのみを追求した工房で、可変機構を持たない車型のMGが主力としており、人気が高くカスタム機が多く作られている（個人製作）。速工房のMGは敵としての登場のみで、プレイヤーは操縦不可能。
山工房は風車人形を、夢工房はマイマイ人形を、鉄工房は大砲人形を、海工房は人形船（「船」と記されているが、見た目が船なだけで、実際には車輪駆動で移動する陸戦用のMGである）をそれぞれ開発した。

### その他
ベルソン重工
兵器開発で財を成した大企業。MGを兵器としてしか見ておらず、多くの工房に資金提供を行い、そしてその工房らの技術を吸収しようとしている。鉄工房の大砲人形パットンをもとに、史上初のオートメーションによる量産型MG、コマンドティーガーを産み出したが、オートマンの攻撃によって壊滅した。コマンドティーガーをプレイヤーが操縦することは不可能。
人形都市
ファウストによって創られた都市のように巨大な工房。無人の自動人形（オートマン）を機械が全自動的に生産する工房で、機械が自ら思考、改良を繰り返し、より高度で新しい物を開発していく工房である。最初の内はベルソン重工による支配を受けていたが、次第に制御を外れ最終的にはベルソン重工を壊滅させるまでに至った。重傷を負ったファウストに延命処置を施し、彼自身の豊富な知識を得ようとした。MG初の飛行型（空中浮遊型）のMGを実現させている（ゲーム中で確認できるのは人形都市製のオートマンと、牙工房と木工房が共同開発した無人の蜂型MGのみ）。最終的に時空間をも操るとされる人形神を生み出したが、主人公によって人形都市もろとも壊滅した。　　
当初は一つのみと思われていたが、クリア後、ファウストによって2つ目の存在が明かされる。こちらも後に主人公によって破壊され、人形都市は今度こそ消滅した。

## 操縦テクニック
- 戦闘は人形に装備された武器だけでなく、フィールドに配置された建物や岩などの障害物を持ち上げ、防壁とする（ただし爆発がすり抜ける可能性がある）、持ったまま突撃しぶつける、投げ付けてダウンさせるといったことも可能。これによって、序盤の重工房のMGなど、戦闘を得意としないMGでも十分に戦闘を行うことが出来る。
- 二回連続で同じ方向キーを入力すると入力方向に向かって斜めにジャンプ。これによって通常よりも早く移動ができる。ただしジャンプ中に攻撃を受けた際は吹っ飛んだ上にダウンする。これにより長い行動不能な時間が出来てしまう為、敵に向かって跳ぶ時は、相手の攻撃のタイミングを見計らって慎重に行う。
- 方向キーを下に二連続で入力するとガード。これにより相手の攻撃によるダメージを大幅に減らす事ができる。
- ミサイルなどの爆発系の武器は着弾地点が自機の近くだと自爆によるダメージを受ける事が有り、攻撃範囲の広い物程その危険性が高くなる。そのため接近戦において爆発系の武器の使用は避けるべき。複数の敵を一ヶ所に固めて撃ち込むと、爆発に巻き込んで複数の敵に同時にダメージを与えることが可能。
- 敵同士でもダメージを受けるので、複数の相手をする場合では敵を一箇所に固める様に動く、射撃能力を持つ敵なら自機に向かって撃つのでその直線状に他の敵を挟む様に動く。

## 特記事項
- 本作のテレビCMでは歌が入るものが使われ、そのCMソングをロボット作品やヒーロー作品の歌を数多く担当している水木一郎が歌った。
- ゲーム雑誌『ファミ通DS+Wii』内で蜂文太による漫画が連載されていた。ファミ通DS+Wii4月号にて連載終了。
- 開発者インタビューによると、ゲームタイトルの命名に関してかなり難航したとされ、最終的には任天堂の重役を呼んでの大規模な会議にまで発展したという。なお、決定稿の『超操縦』というタイトルを提案したのは当時の任天堂社長の岩田聡である。
- 本作は日本のみの発売で、日本国外で本作関連のものが登場したのは「概要」でも述べた『大乱闘スマッシュブラザーズX』のみである。その為、国外版『スマブラX』で紹介時の本作のタイトルはそのまま『Chosoju Mecha MG』というローマ字表記になっている。その一方、マリオネーションギアの肩書きは翻訳されている（「人形武者ガウス」の英語版『スマブラX』での名称が『Warrior Mech Gauss 』など）。